# Nachos
Nachos sunt un fel de mâncare Tex-Mex format din chipsuri tortilla sau Totopos⁠(d) acoperiți cu brânză sau sos de brânză, precum și o varietate de alte toppinguri și garnituri, inclusiv adesea carne (cum ar fi carne de vită tocată sau pui la grătar), legume (cum ar fi ardei iuți, salată, roșii și măsline) și condimente precum salsa, guacamole sau smântână. În forma sa cea mai de bază, nachos pot consta doar din chipsuri acoperite cu brânză (de obicei cheddar sau brânză americană) și servite ca aperitiv sau gustare⁠(d), în timp ce alte versiuni sunt suficient de consistente pentru a fi un fel principal. Felul de mâncare a fost creat și numit după restauratorul mexican Ignacio Anaya⁠(d), care l-a creat în 1943 pentru clienții americani de la restaurantul Victory Club din Piedras Negras, Coahuila⁠(d).

## Istoric
Nachos își au originea în orașul Piedras Negras, Coahuila⁠(d) din Mexic, chiar peste graniță față de Eagle Pass, Texas⁠(d), Statele Unite. Ignacio "Nacho" Anaya⁠(d) a creat nachos în 1943 la restaurantul Victory Club, când Mamie Finan și un grup de soții ale ofițerilor militari americani, ale căror soți erau staționați la baza militară americană din apropiere, Fort Duncan⁠(d), au traversat granița pentru a mânca la Victory Club. Neagăsind bucătarul, Anaya s-a dus în bucătărie și a dat peste bucăți proaspăt prăjite de tortilla de porumb. Într-un moment de inspirație culinară, Anaya a tăiat tortilla prăjită în triunghiuri, a adăugat brânză rasă, felii de ardei jalapeño⁠(d) murați, le-a încălzit rapid și le-a servit. După ce a gustat gustarea, Finan a întrebat cum se numește. Anaya a răspuns: „Ei bine, cred că le putem numi Specialul lui Nacho.” În spaniolă, „Nacho” este o poreclă obișnuită pentru Ignacio.

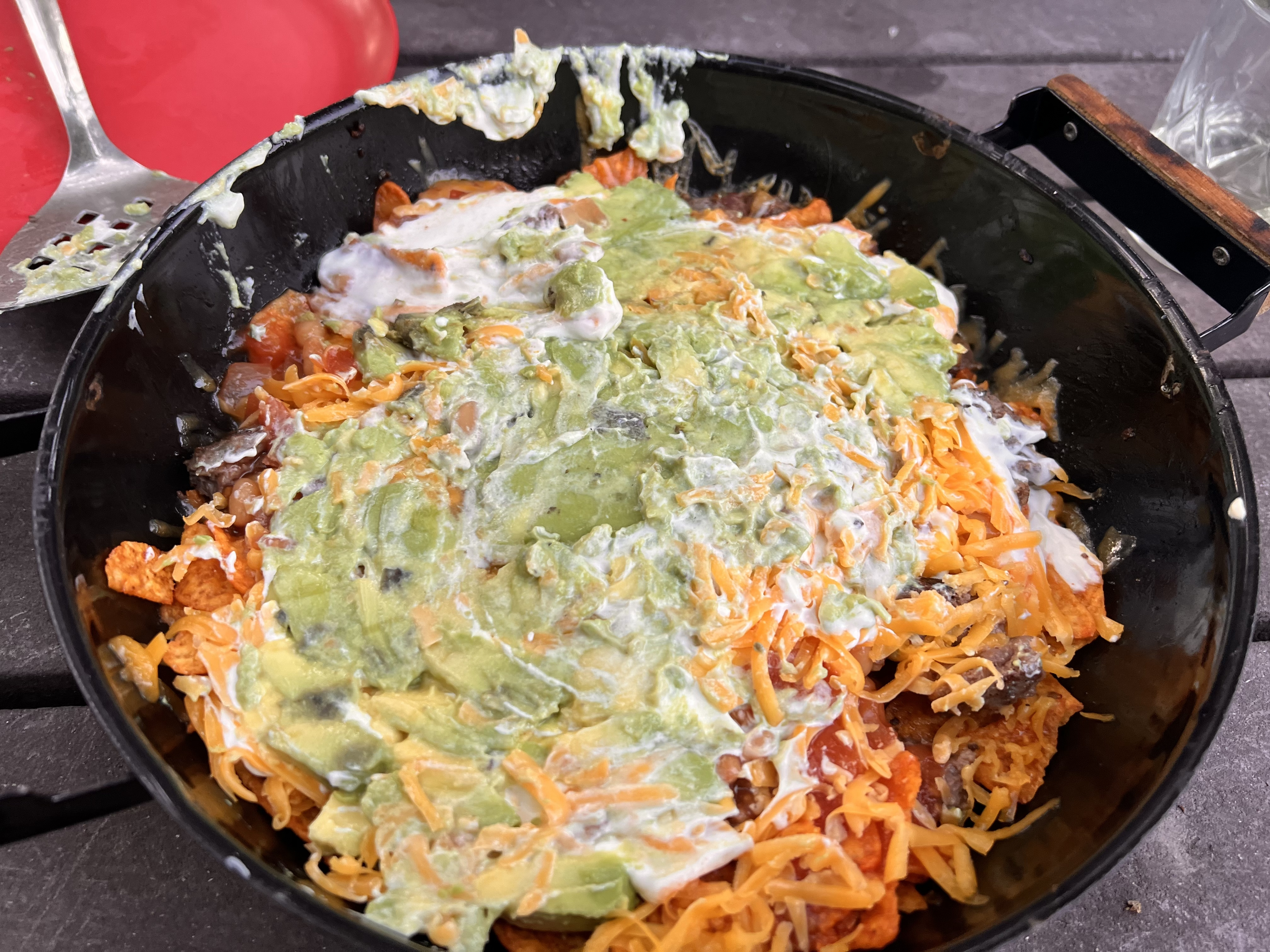
Nachos în stil camping în Bainskloof Pass, Africa de Sud

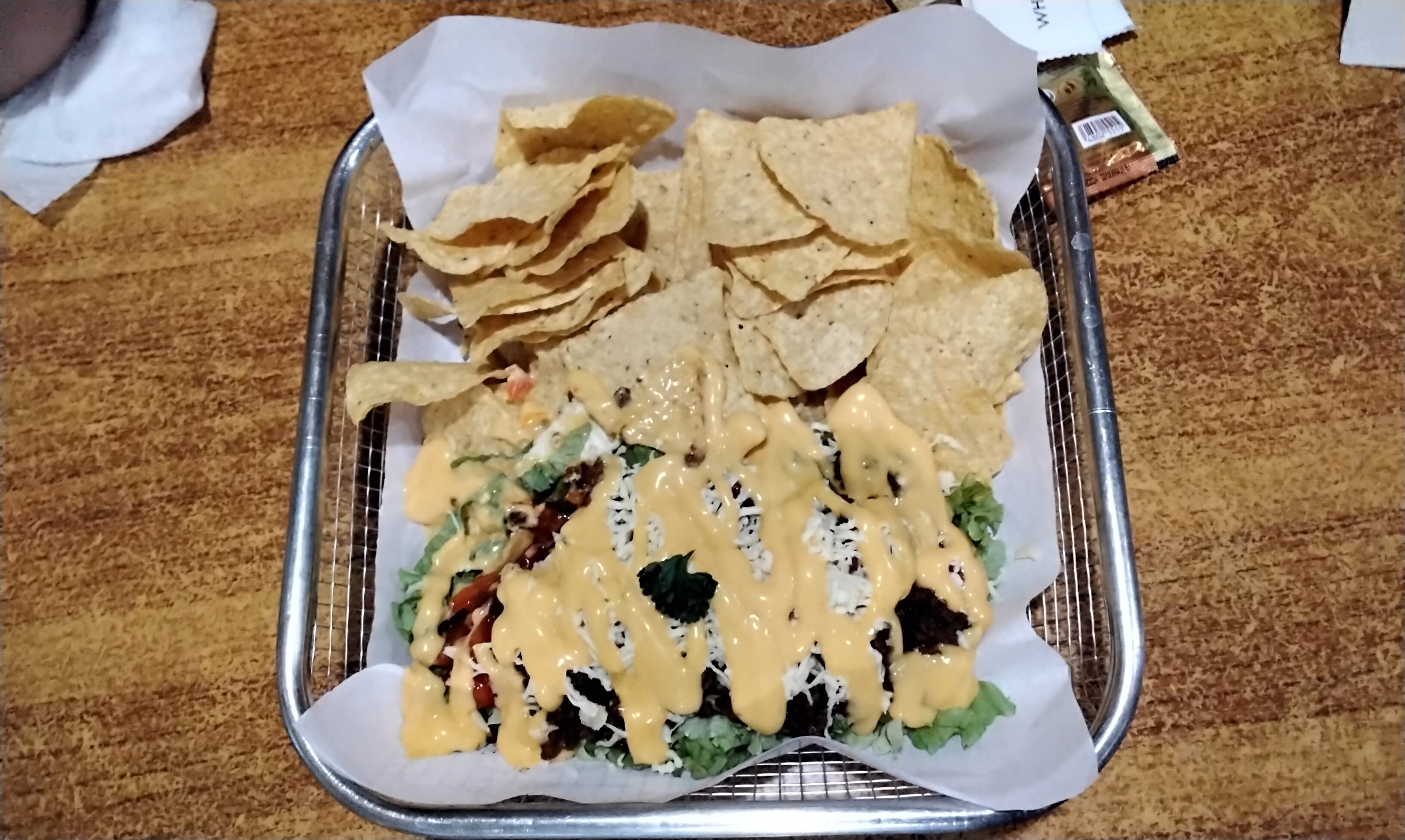
Nachos în Filipine la The Beanery

Anaya și-a deschis și propriul restaurant, Restaurantul lui Nacho, în Piedras Negras. Rețeta originală a lui Anaya a fost tipărită în St. Anne's Cookbook („Cartea de bucate a Sf. Ana din 1954”).
Popularitatea preparatului s-a răspândit rapid în tot Texasul și sud-vestul Statelor Unite. Prima apariție cunoscută a cuvântului „nachos” în limba engleză datează din 1949, din cartea A Taste of Texas. Potrivit istoricului El Cholo Spanish Cafe, chelneriței Carmen Rocha i se atribuie prepararea nachos în San Antonio, Texas, înainte de a introduce preparatul în Los Angeles la cafenea în 1959.
O versiune modificată a preparatului, cu sos de brânză și chipsuri tortilla gata preparate, a fost comercializată în 1976 de Frank Liberto, proprietarul Ricos Products, în timpul meciurilor de baseball ale echipei Texas Rangers⁠(d) pe stadionul Arlington din Arlington, Texas. Această versiune a devenit cunoscută sub numele de „nachos de stadion”. În timpul meciului de fotbal american de luni seara din 4 septembrie 1978 dintre Baltimore Colts și Dallas Cowboys, comentatorul sportiv Howard Cosell⁠(d) a îndrăgit numele „nachos” și a făcut o mențiune specială despre preparat în transmisiunile sale din săptămânile următoare, popularizându-l și mai mult și prezentându-l unui public cu totul nou. Liberto a murit în 2017.
Ignacio Anaya a murit în 1975. În onoarea sa, a fost ridicată o placă de bronz în Piedras Negras, iar 21 octombrie a fost declarată Ziua Internațională a Nachos-ului. Fiul lui Anaya, Ignacio Anaya Jr., a fost judecător la concursul anual de nachos.

## Informații nutriționale
Valorile nutriționale și numărul total de calorii pentru o porție de nachos depind în general de tipul de nachos, tipul de brânză și toppingurile suplimentare (cum ar fi carne de vită, jalapeños etc.) incluse în porție. Cele mai frecvente chipsuri tortilla de porumb conțin aproximativ 15 calorii pe chips. Chipsurile de tortilla de porumb coapte au aproximativ 6 calorii pe chips, fiind o alternativă mai sănătoasă la chipsurile prăjite obișnuite. Brânza cheddar în stil mexican conține aproximativ 110 calorii per 28 de grame. Adăugarea unei surse suplimentare de proteine, cum ar fi puiul sau carnea de vită, crește numărul de calorii cu aproximativ 100 de calorii. Per total, o singură porție de nachos poate conține de la 300 la 600 de calorii.
O singură porție de nachos conține, de asemenea, cantități semnificative de grăsimi, sodiu și calciu. Există aproximativ 16 grame de grăsime, 816 mg de sodiu și 272 mg de calciu per porție de nachos. Cu alte cuvinte, o porție conține 39% din valoarea zilnică recomandată de grăsimi, 34% din valoarea zilnică recomandată de sodiu și 27% din valoarea zilnică recomandată de calciu.

## Variante

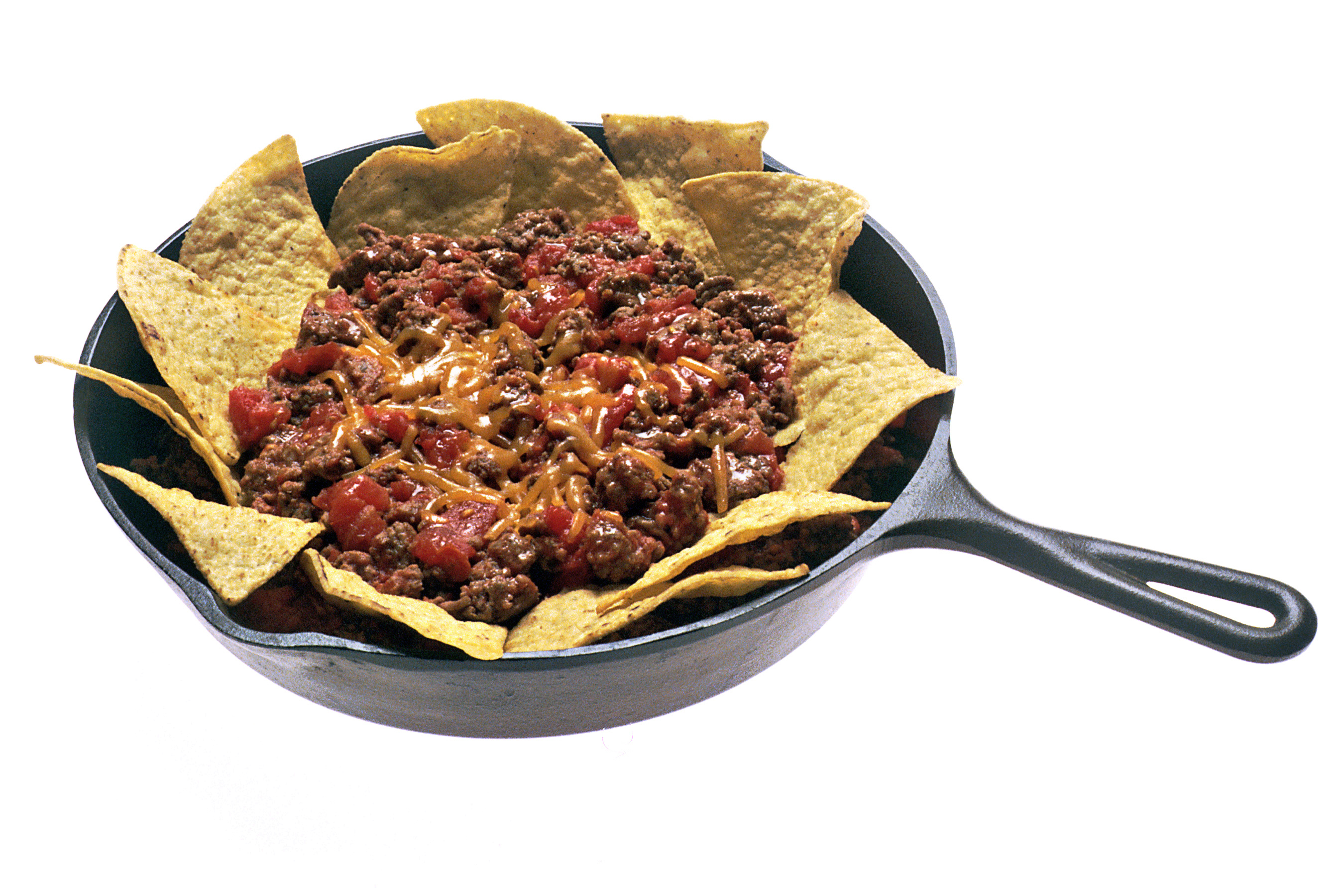
Nachos cu carne de vită și fasole într-o tigaie

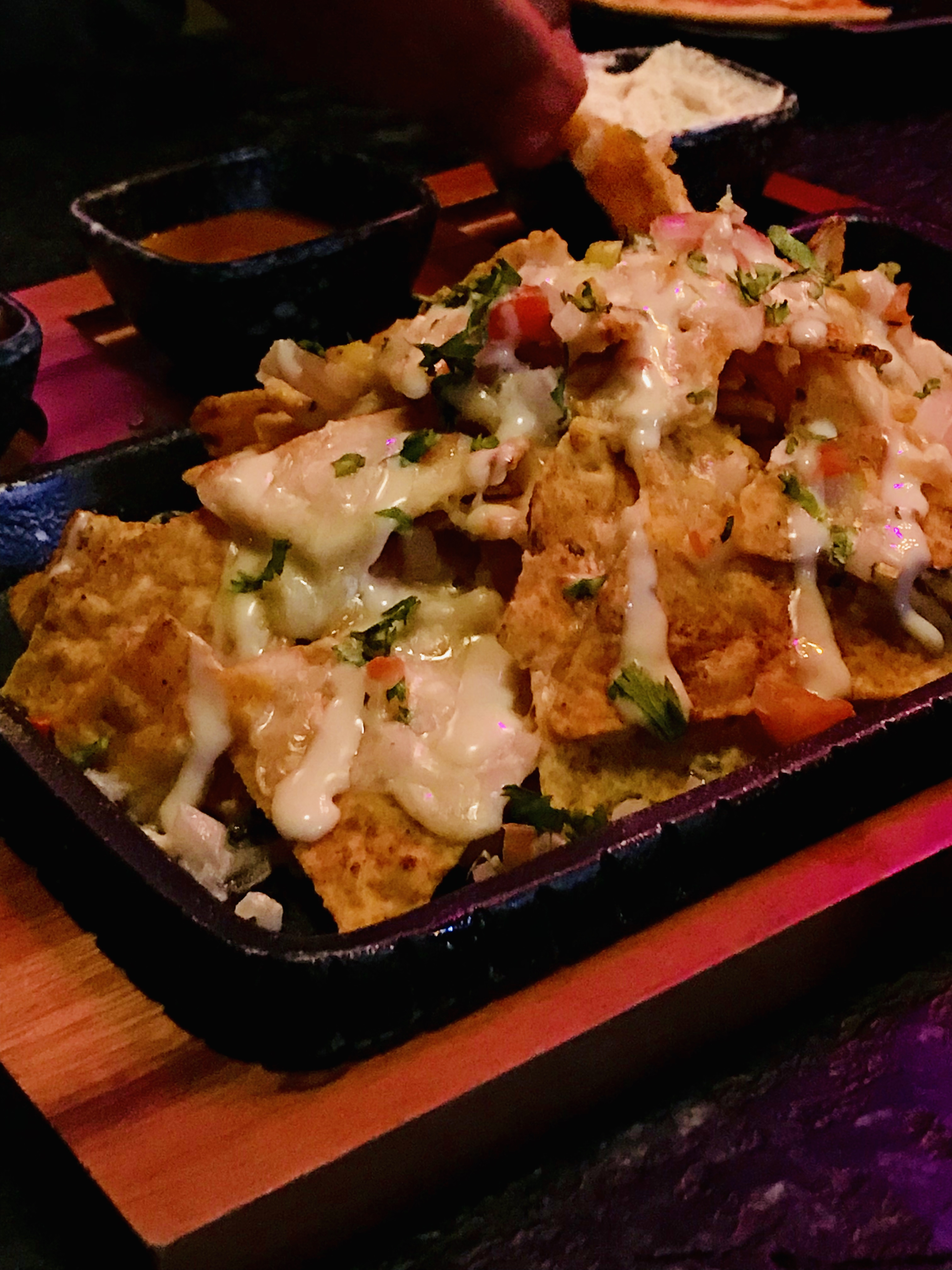
Nachos

O variantă constă dintr-o tostada tăiată în patru și prăjită, acoperită cu un strat de fasole refăcută sau diverse tipuri de carne și un strat de brânză rasă sau sos de brânză pentru nachos, stropită cu sos picant habanero.
Alte variante includ nachos cu barbecue (în care se adaugă sos barbecue, uneori în locul salsei, sosului picant sau sosului de brânză) și nachos poutine (în care brânza cheddar este înlocuită cu bucățele de brânză proaspătă și sos). Deși aceste variante folosesc ingrediente netradiționale, aceste versiuni sunt încă clasificate drept nachos. În sud-estul Statelor Unite, nachos cu pulled pork, numiți și nachos cu barbecue, sunt foarte populare. În această variantă, nachos își păstrează brânza și adesea jalapeños, dar sunt, de asemenea, acoperite cu pulled pork (carne de porc friptă) servit cu sau fără sos barbecue sau sos picant. Unele restaurante și baruri cu tematică irlandeză servesc „Nachos irlandezi” cu toppinguri puse peste cartofi (cartofi prăjiți) în loc de chipsuri tortilla. O versiune din Pacificul de Nord-Vest numită totchos sau Tot-Chos este o variantă în care chipsurile de tortilla sunt înlocuite cu Tater tots⁠(d) prăjiți sau copți. Deși similari, aceștia nu ar fi clasificați drept nachos, deoarece lipsesc chipsurile de tortilla, un ingredient esențial în nachos.
Nachos tradiționali constau din chipsuri tortilla acoperite cu brânză și jalapeños, așa cum a făcut Anaya. Forma modernă de nachos are ca ingrediente posibile brânză, guacamole, salsa, smântână, jalapeños, măsline, fasole refăcută, carne de vită tocată, pui și uneori salată. Salata este un topping mai puțin obișnuit, dacă este adăugat. Toppingurile pot fi servite tip bufet pentru a permite restaurantelor să își creeze propriile nachos. Toppingul în cantitatea cea mai mare este adesea brânza.
Nachos variază de la stilul modern servit în restaurante la nachos rapizi și ușor de vândut la standurile din stadioane. Nachos vânduți în mod obișnuit la standurile din SUA constau din chipsuri tortilla acoperite cu sos de brânză care poate fi pompat. Sosul de brânză vine sub formă concentrată, la care se adaugă apă sau lapte și suc de ardei. Compoziția formei concentrate în sine este un secret comercial. O altă variantă de nachos sunt „nachos desert”. Acestea variază foarte mult, de la scorțișoară și zahăr pe chipsuri pita la „nachos s'more” cu marshmallow și ciocolată pe biscuiți graham și, de obicei, se referă la un desert format din toppinguri împrăștiate pe o bază crocantă.

## Ingrediente
Toppinguri comune:

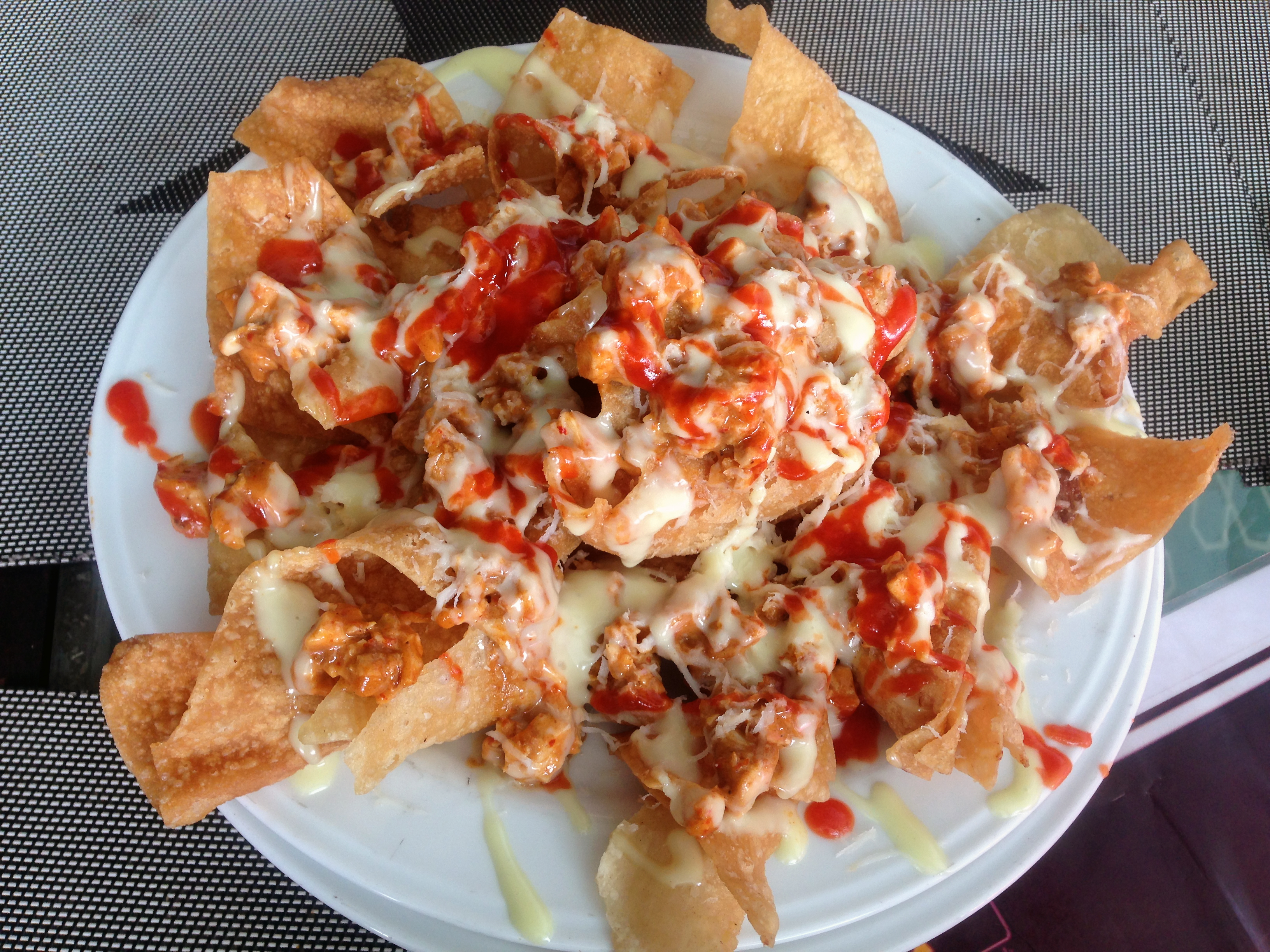
Nachos cu sos de roșii

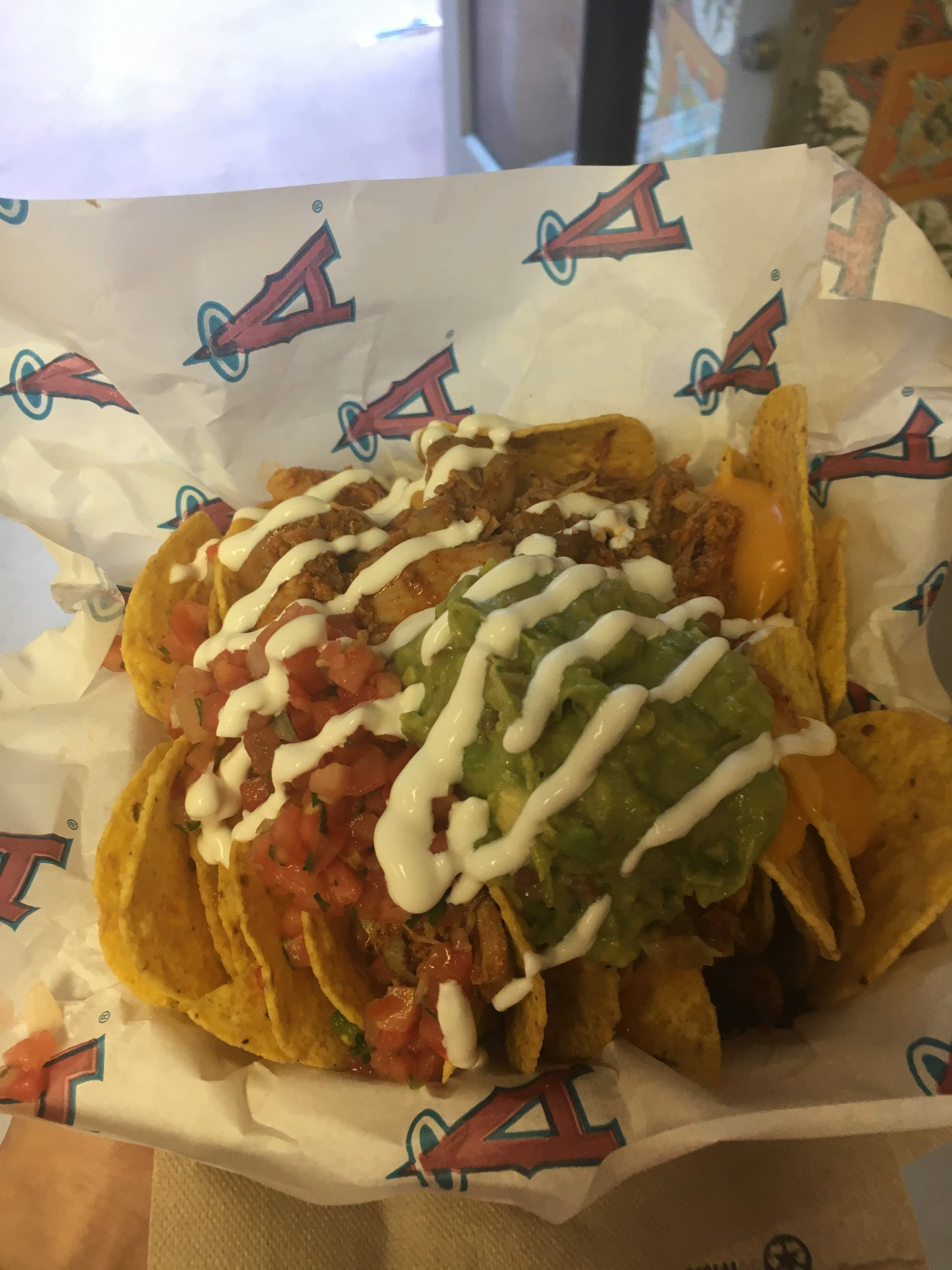
Nachos cu pui, pico de gallo, smântână și guacamole

- Fasole neagră, fasole pinto sau fasole refăcută
- Chile con queso sau chili con carne
- Coriandru
- Arpagic sau ceapă verde
- Carne, de obicei carne de vită tocată, friptură feliată, pui, Chorizo⁠(d) sau carne asada; uneori bacon, pepperoni, carne de vită⁠(d) sau Spam
- Guacamole
- Jalapeño⁠(d) sau alți ardei iuți Capsicum sau sos picant
- Salată verde
- Lămâie verde
- Măsline
- Ceapă
- Usturoi
- Castraveți murați
- Pico de gallo⁠(d) sau salsa
- Smântână
- Dressing pentru salată
- Dressing ranch
- Roșii

Vezi și brânzeturile comune folosite:
- Brânză topită
- Brânză cheddar
- Brânză Mozzarella
- Brânză Cotija
- Brânză Oaxaca
- Brânză elvețiană
- Brânză Provel
- Brânză Monterey Jack⁠(d)
- Brânză Pepperjack
- Bucățele de brânză

Nachos cu o abundență de toppinguri sunt uneori numiți „nachos încărcați”. Acest tip de preparat este de obicei servit ca aperitiv în baruri sau restaurante din Statele Unite și în alte părți. De obicei, chipsurile tortilla sunt aranjate pe o farfurie plată, apoi se adaugă toppinguri cu carne și fasole refăcute, iar întreaga farfurie este acoperită cu brânză rasă. Platoul este apoi introdus la cuptor sau la cuptor cu microunde pentru a topi brânza. Platoul este apoi acoperit cu toppingurile reci (salată verde tocată, roșii, salsa, jalapeños etc.) și servit imediat.
În Memphis, Tennessee, majoritatea restaurantelor cu specific barbecue oferă nachos cu barbecue, inclusiv la evenimente sportive. Pe chipsuri tortilla se așază porții generoase de carne de porc friptă la grătar, acoperite apoi cu brânză topită sau sos de brânză pentru nachos sos barbecue și felii de ardei jalapeños.
În Hawaii, multe restaurante și baruri servesc nachos cu porc kalua și ananas. Pe chipsuri tortilla se așază porții generoase de porc kalua și bucățele de ananas, acoperite apoi cu brânză topită sau sos de brânză pentru nachos și diverse toppinguri.
Un preparat similar, care include chipsuri tortilla și brânză, se regăsește în restaurantele Tex-Mex. Ca aperitive, se servesc boluri mici cu chile con queso sau, mai frecvent, salsa, alături de coșuri cu chipsuri tortilla calde.

### Brânză Nacho

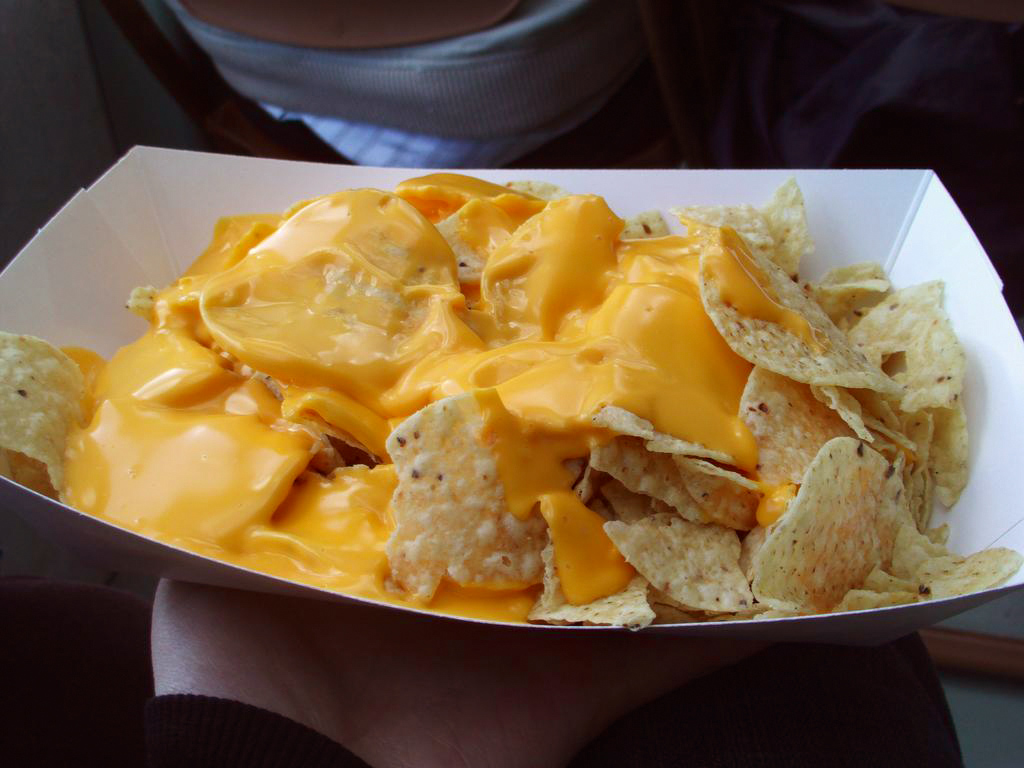
Nachos cu sos de brânză topită (brânză nacho)

O formă de sos de brânză topită amestecat cu ardei și alte condimente este adesea folosit în locul brânzei proaspăt rasă în instituții sau facilități de producție la scară largă, cum ar fi școli, cinematografe, spații sportive și magazine de cartier, sau oriunde unde utilizarea brânzei proaspete rasă ar putea fi dificilă din punct de vedere logistic. Deși inițial a fost conceput ca o sursă mai ieftină și mai convenabilă de brânză pentru topping la nachos, acest sos a devenit suficient de popular în SUA încât este disponibil în unele restaurante cu specific mexican și în magazine alimentare mari, atât în versiuni de marcă (Frito-Lay⁠(d), Tostitos⁠(d) și Taco Bell) cât și în versiuni fără marcă.

## În cultura populară
În Statele Unite, Ziua Națională a Nachos-ului este sărbătorită pe 6 noiembrie. Festivalul Internațional al Nachos-ului are loc între 13 și 15 octombrie la Piedras Negras, locul de naștere al nachos-ului, și include muzică live, artă, activități culturale și un concurs pentru cel mai mare nachos din lume, care este înregistrat la Guinness World Records.
Pe 21 aprilie 2012, cea mai mare porție de nachos din lume a fost preparată de Centerplate la Universitatea din Kansas din Lawrence, Kansas⁠(d). A cântărit 2.127 kg și a conținut 347 kg de chipsuri nachos, 184 kg de salsa, 147 kg de roșii, 416 kg de carne și fasole și peste 1.000 kg de brânză.